# ライザ・コシ
エリザベス・シャイラ・コシ（Elizabeth Shaila Koshy, 1996年3月31日 - ）は、アメリカ合衆国のYouTuber、俳優、コメディアン。

## 出演作品

### アニメーション
- マイリトルポニー: 新しい世界 - ジップストーム
- ハムスターとグレーテル - ベロニカ・ヒル

### 映画
- タイラー・ペリーの出たぞ〜! マデアのハロウィン - アデイ・ウォーカー
- Work It 〜輝けわたし!〜 - ジャスミン・ヘイル